# Mitch Grassi
Mitchell Coby Michael Grassi, znany szerzej jako Mitch Grassi (ur. 24 lipca 1992) – amerykański wokalista kontratenor/tenor i youtuber. Pochodzi z Arlington w stanie Teksas. Najbardziej znany z członkostwa w grupie a cappella Pentatonix. Jest także współprowadzącym i twórcą kanału YouTube – Superfruit, który współtworzy z nim Scott Hoying.
Jest synem Nel Grassi (z domu Fenton) i Michaela Grassi; ma starszą siostrę Jesse. We wczesnej młodości poznał Scotta Hoyinga oraz Kirstin Maldonado (współzałożycieli Pentatonix); Hoying występował razem z Grassim w teatrze w Arlington w obsadzie musicalu Annie.
W 2018 roku Grassi przeprowadził się z Teksasu do Hollywood w Kalifornii, gdzie zakupił dom o wartości 1,73 mln dolarów. Mitch jest zadeklarowanym gejem i stosuje dietę wegańską.